# Deutscher Fernsehpreis 2024
Die Verleihung des Deutschen Fernsehpreises 2024 fand am 25. September 2024 im Coloneum in Köln statt, außerdem wurde die Gala zur Hauptsendezeit im Fernsehen ausgestrahlt. Die Moderation der Verleihung übernahm zum siebten Mal Barbara Schöneberger. Am Vorabend wurden in der sogenannten „Nacht der Kreativen“ die Preisträger in den Gewerken in der Flora ausgezeichnet. Diese Veranstaltung wurde von Esther Sedlaczek moderiert. Federführend für die Ausrichtung war turnusgemäß der WDR für Das Erste.
Über Nominierte und Preisträger entschied eine Jury unter dem Vorsitz des Produzenten Wolf Bauer.
Qualifiziert für den Preis waren alle Fernsehproduktionen deutschen Ursprungs oder mit maßgeblicher kreativer und wirtschaftlicher Mitwirkung deutscher Auftraggeber, die zwischen dem 1. Juli 2023 und dem 30. Juni 2024 veröffentlicht wurden.
Die Nominierungen wurden am 5. September 2024 bekanntgegeben. Die Serie Die Zweiflers wurde sechs Mal vorgeschlagen, gefolgt von Deutsches Haus mit vier und Push sowie Legend of Wacken mit jeweils drei Nennungen.

## Jury

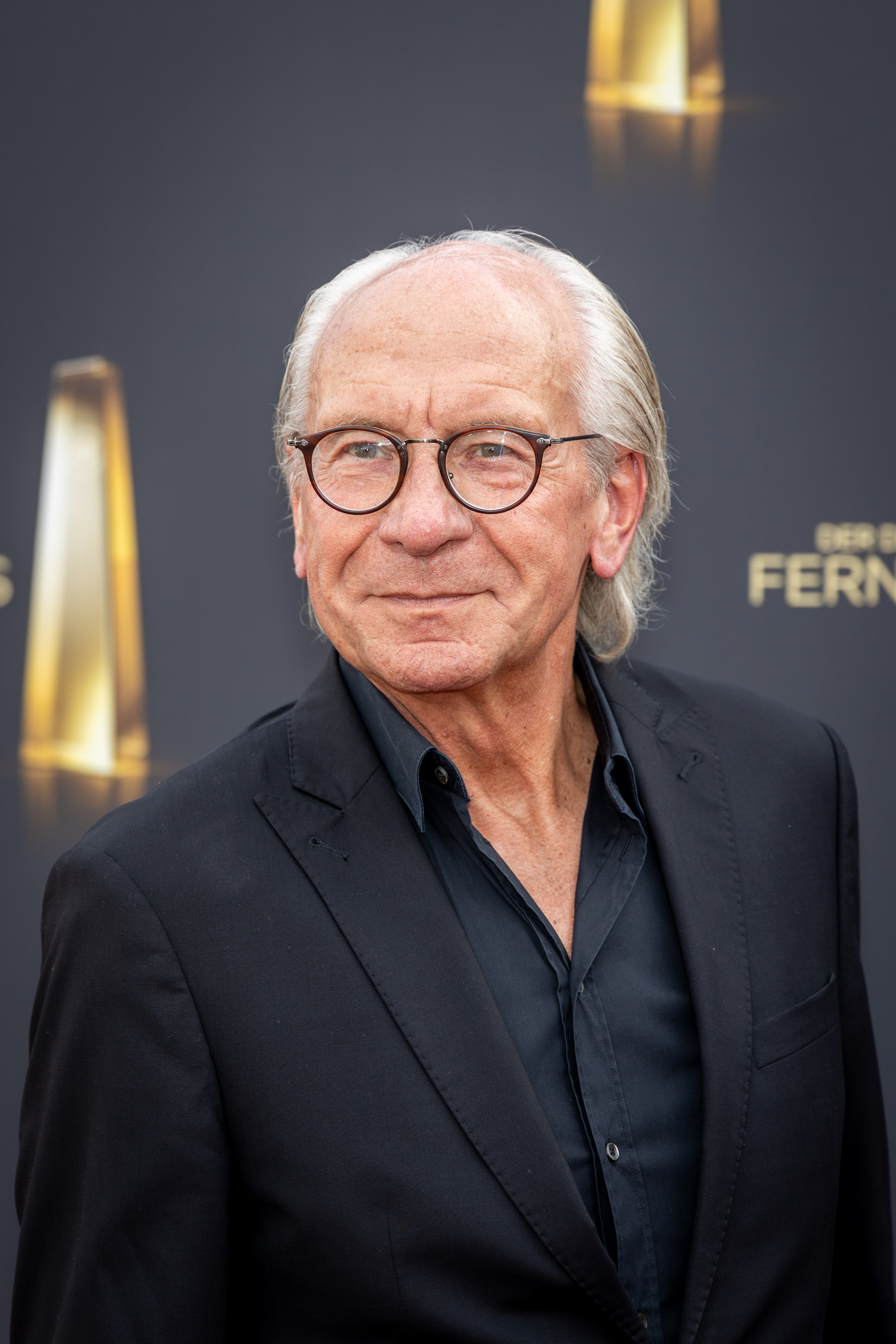
Der Juryvorsitzende der Verleihung 2024: Wolf Bauer

Über Nominierte und Preisträger entschied eine Jury. Die Sendervertreter arbeiteten mit in der Jury, stimmten jedoch bei der finalen Preisentscheidung nicht mit.

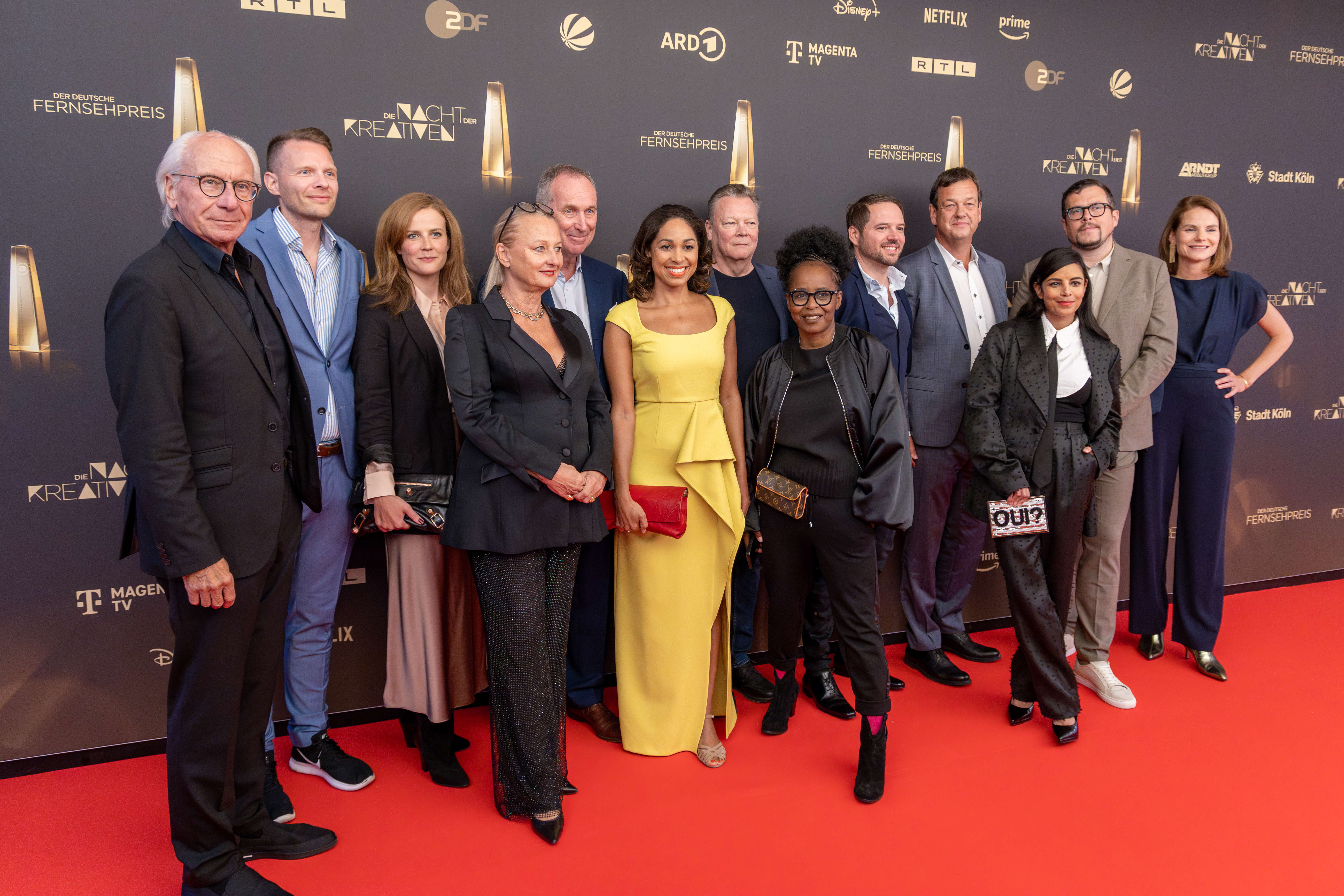
Jury des Deutschen Fernsehpreises 2024

Die Jury für den Deutschen Fernsehpreis 2024 bildeten
- Wolf Bauer als Vorsitzender

sowie
- Ute Biernat (Produzentin, Geschäftsführerin UFA Show & Factual)
- Nanni Erben (Produzentin, Geschäftsführerin Madefor Film)
- Stephan Lamby (Journalist, Produzent ECO Media)
- Thomas Lückerath (DWDL.de-Chefredakteur)
- Valerie Niehaus (Schauspielerin)
- Jana Pareigis (Journalistin, Moderatorin)
- Shary Reeves (Moderatorin, Autorin)
- Collien Ulmen-Fernandes (Moderatorin, Schauspielerin)
- David Ungureit (Autor)

und
- Udo Grätz (Sendervertreter WDR, stellvertretender Chefredakteur)
- Daniel Guhl (Sendervertreter Deutsche Telekom, Business Unit TV Telekom)
- Florian Lüke (Sendervertreter RTL, Bereichsleiter strategische Programmplanung)
- Eva Schubert (Sendervertreterin Sat.1, Programm-Managerin Chefredaktion)
- Milena Seyberth (Sendervertreterin ZDF, Chefin vom Dienst der Intendanz)

## Preisträger und Nominierungen: Fiktion

### Bester Fernsehfilm/Mehrteiler
Ich bin! Margot Friedländer (ZDF)
Blindspot (ZDF)
Silber und das Buch der Träume (Prime Video)

### Beste Drama-Serie
Die Zweiflers (ARD/HR)
Deutsches Haus (Disney+)
Liebes Kind (Netflix)
Maxton Hall – Die Welt zwischen uns (Prime Video)
Push (ZDFneo)

### Beste Comedy-Serie

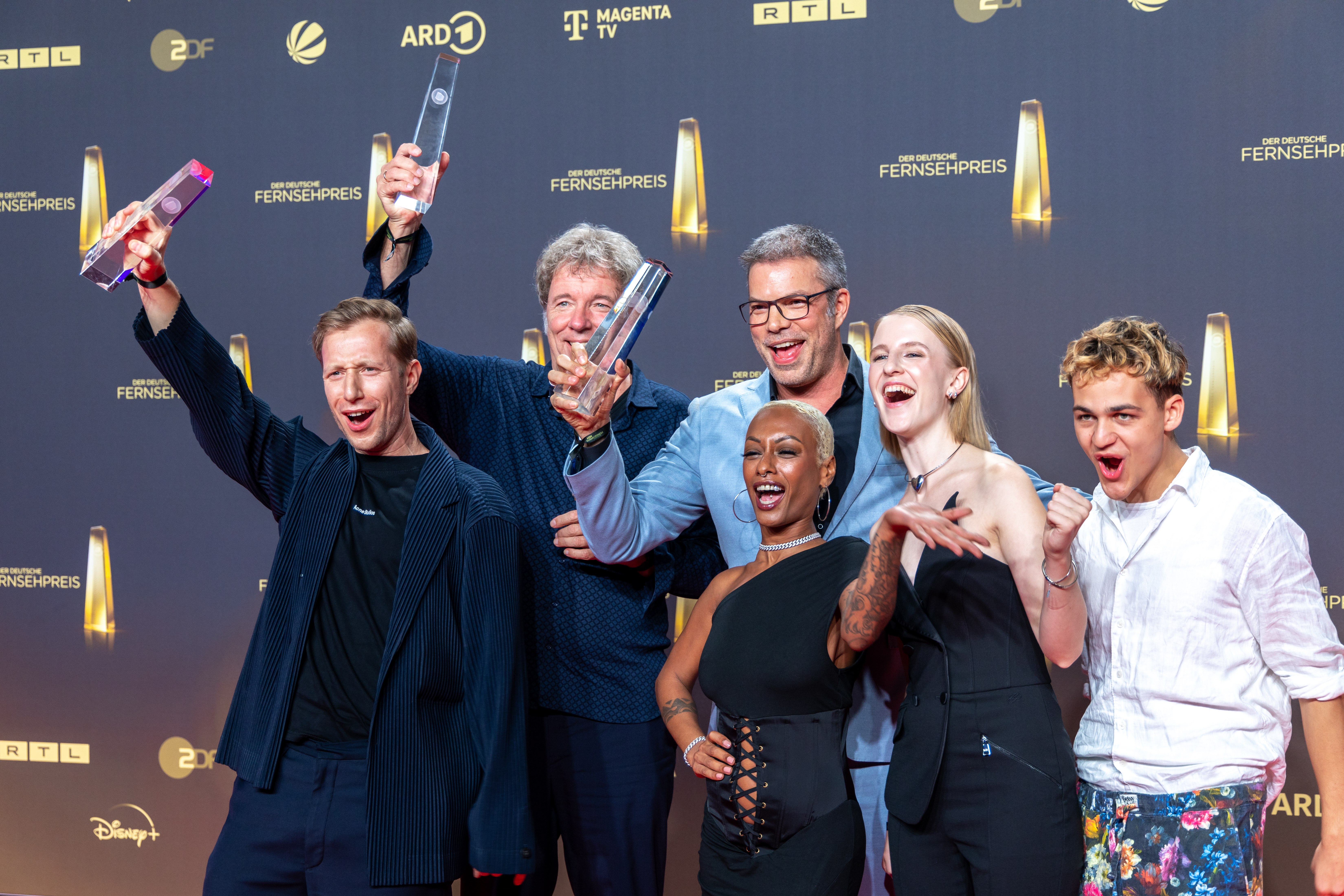
Team Die Discounter

Die Discounter 3 (Prime Video)
Legend of Wacken (RTL+)
Neue Geschichten vom Pumuckl (RTL+)

### Beste Schauspielerin

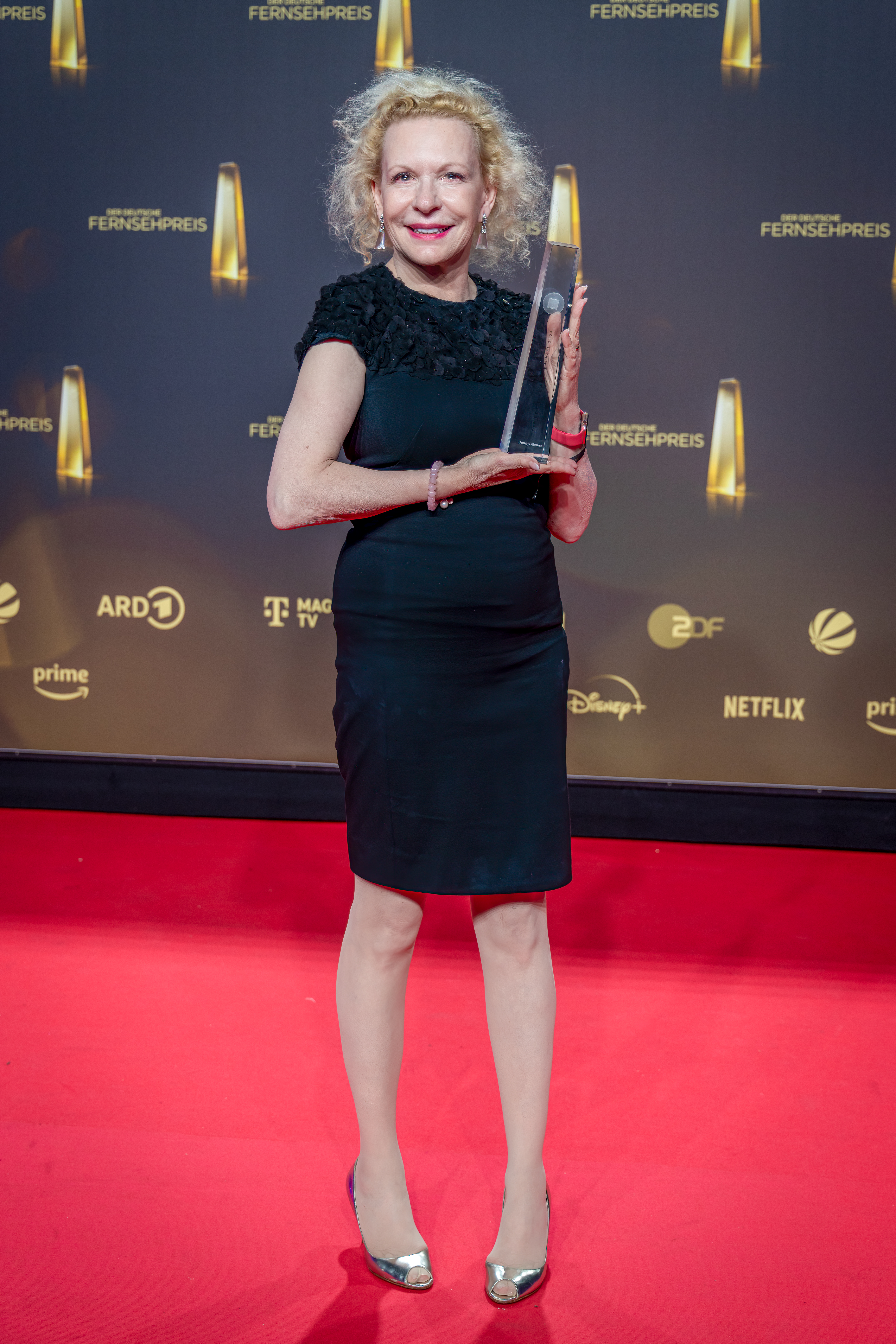
Sunnyi Melles

Sunnyi Melles für Die Zweiflers (ARD/HR)
Mala Emde für Oh Hell 2 (MagentaTV)
Sira-Anna Faal für Pauline (Disney+)
Katja Riemann für Reset – Wie weit willst du gehen? (ZDF)
Katharina Stark für Deutsches Haus (Disney+)

### Bester Schauspieler

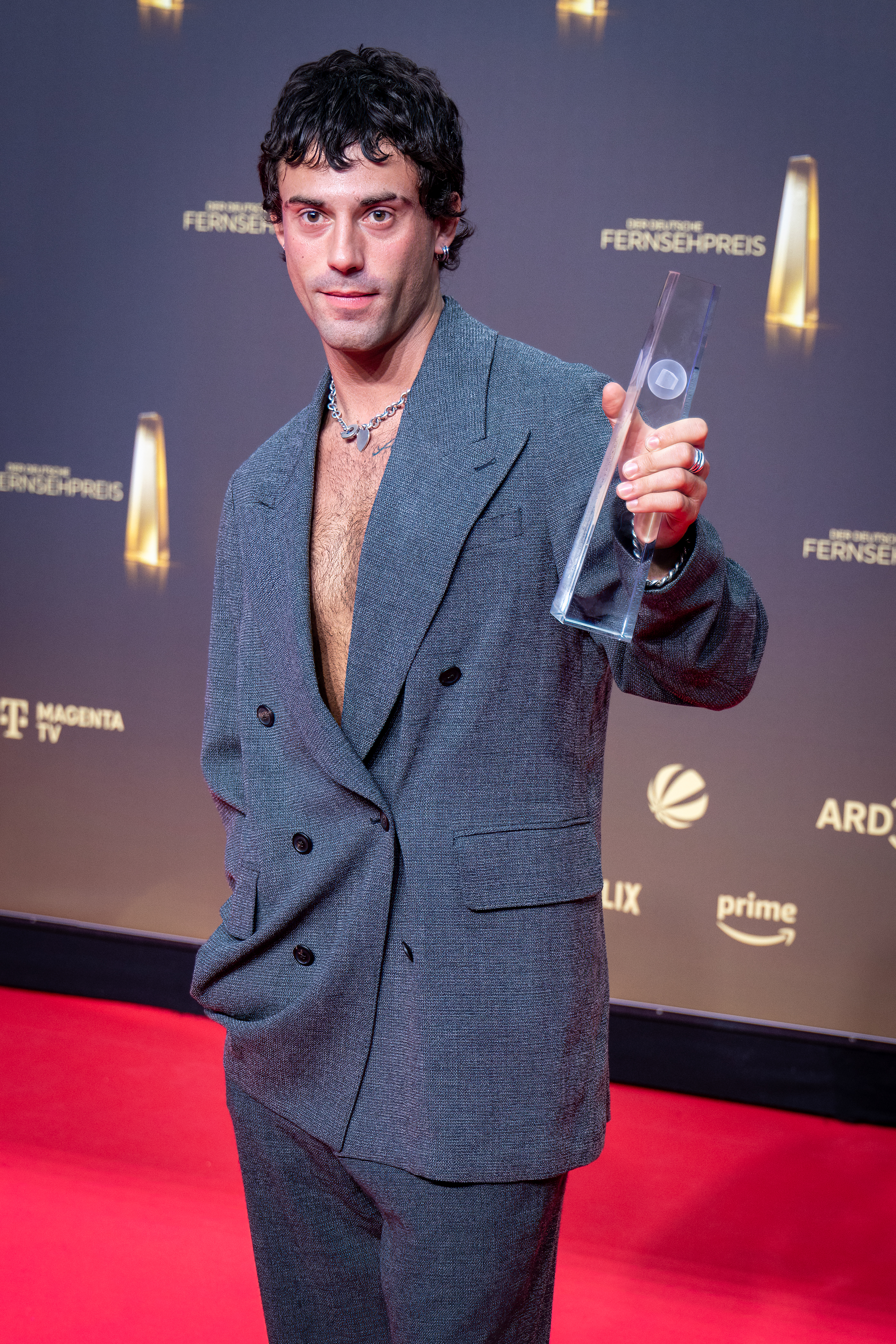
Aaron Altaras

Aaron Altaras für Die Zweiflers (ARD/HR)
Damian Hardung für Maxton Hall – Die Welt zwischen uns (Prime Video)
Marc Hosemann für Die Discounter 3 (Prime Video) und Last Exit Schinkenstraße (Prime Video)
Jan Krauter für Unschuldig – Der Fall Julia B. (ARD/ORF) und Lost in Fuseta – Spur der Schatten (ARD)
Sammy Scheuritzel für Legend of Wacken (RTL+)

### Beste Regie Fiktion
Katja Benrath und Mia Maariel Meyer für Push (ZDFneo)
Marvin Kren und Cüneyt Kaya für Crooks (Netflix)
Anja Marquardt und Clara Zoë My-Linh von Arnim für Die Zweiflers (ARD/HR)

### Bestes Buch Fiktion
Annette Hess für Deutsches Haus (Disney+)
Luisa Hardenberg für Push (ZDFneo)
Marc O. Seng für Blindspot (ZDF)

### Beste Kamera Fiktion
Phillip Kaminiak für Die Zweiflers (ARD/HR)
Christian Alvart und Christian Huck für Oderbruch (ARD)
Henner Besuch für Die Quellen des Bösen – Jagd nach dem Runen-Mörder (RTL+)

### Beste Montage Fiktion
Martin Menzel für Ich bin! Margot Friedländer (ZDF)
Vincent Assmann und Aurora Franco Vögeli für Die Zweiflers (ARD/HR)
Linda Bosch für Was wir fürchten (ZDFneo)

### Beste Musik Fiktion
Anna Kühlein für Was wir fürchten (ZDFneo)
Dascha Dauenhauer für Deutsches Haus (Disney+)
Liam Mour für Boom Boom Bruno (Warner TV Serie)

### Beste Ausstattung Fiktion
Lea Fumy-Schleef und Uta Materne (Production-Design) für Pauline (Disney+)
Ralf Schreck (Szenenbild) und Mirjam Muschel (Kostüm) für Gute Freunde – Der Aufstieg des FC Bayern (RTL+)
Anette Schröder (Kostüm) für Legend of Wacken (RTL+)

## Preisträger und Nominierungen: Unterhaltung

### Beste Unterhaltung Show

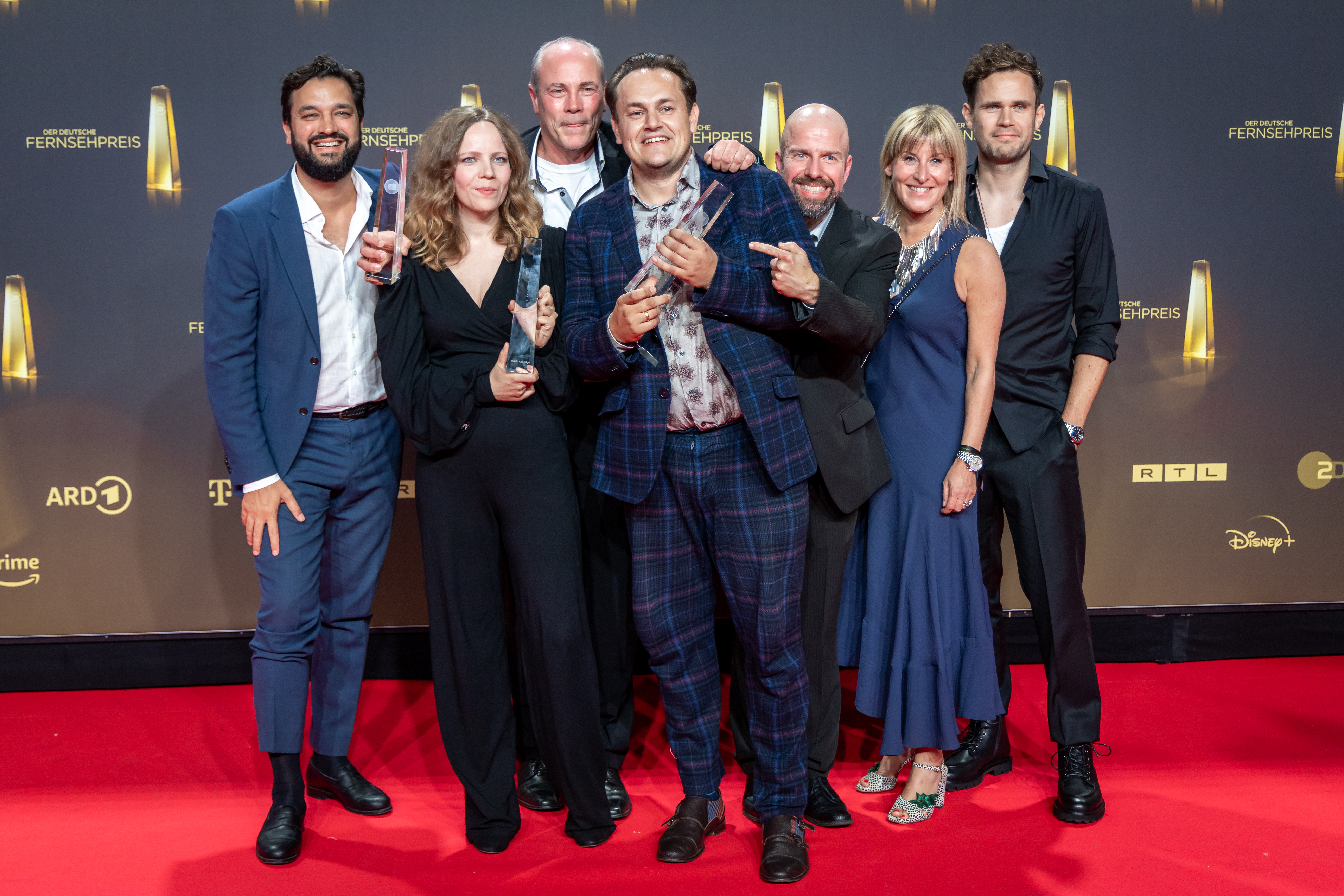
Team Bosetti Late Night

Lass dich überwachen! (ZDF)
Let’s Dance (RTL)
Wer stiehlt mir die Show? (ProSieben)

### Beste Comedy/Late Night
Bosetti Late Night (3sat/ZDF)
Bratwurst & Baklava – Die Show (ProSieben)
Die Teddy Teclebrhan Show (Prime Video)

### Bestes Factual Entertainment

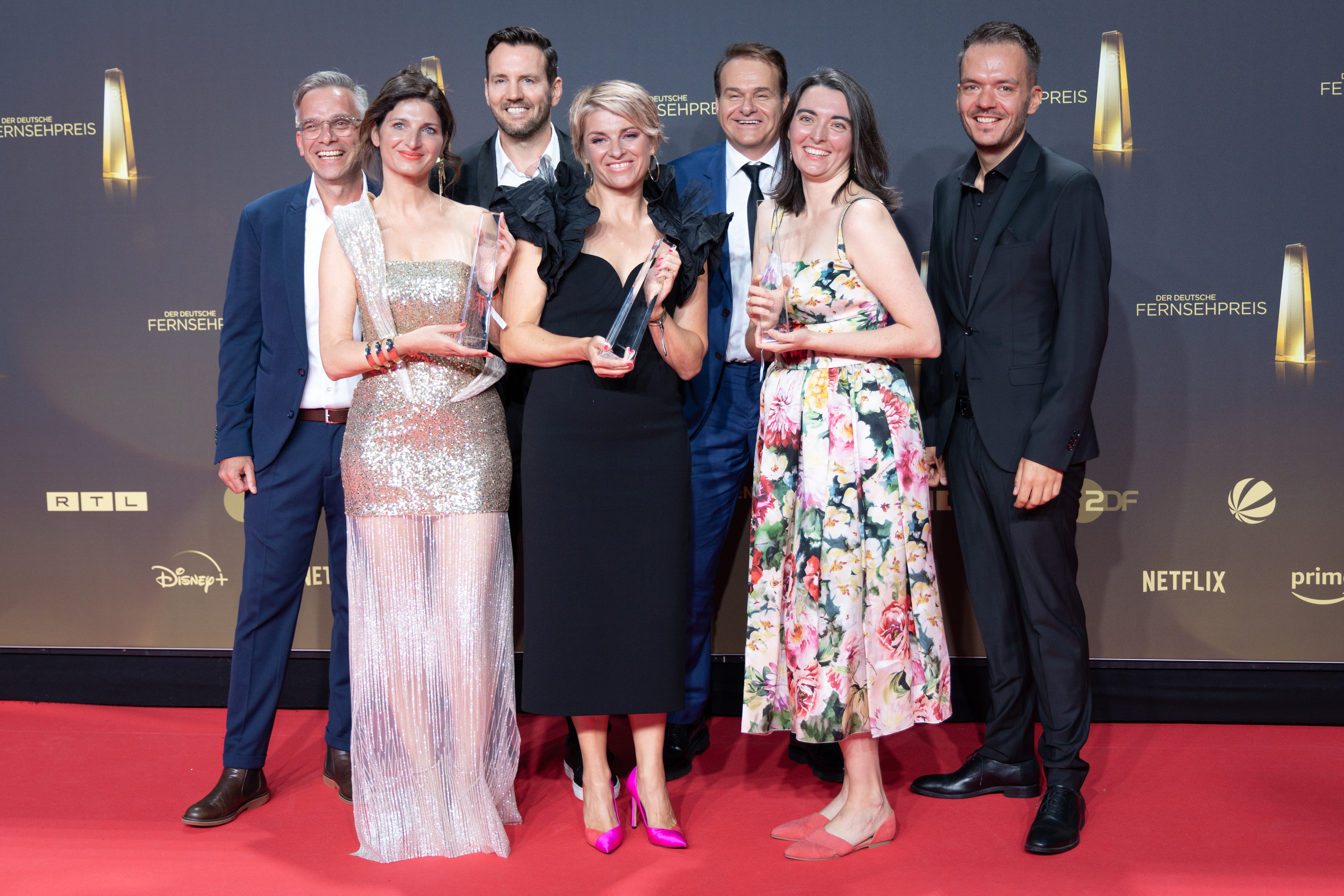
Team Buchstäblich leben! mit Sabine Heinrich

Buchstäblich leben! (ZDF)
Mälzer und Henssler liefern ab! (Vox)
Star Kitchen mit Tim Raue (Prime Video)

### Beste Unterhaltung Reality
Die Verräter – Vertraue Niemandem! (RTL)
Alone – Überlebe die Wildnis (RTL+)
Kaulitz & Kaulitz (Netflix)

### Beste Moderation/Einzelleistung Unterhaltung
Joko Winterscheidt und Klaas Heufer-Umlauf für 24 Stunden mit Joko & Klaas (ProSieben)
Laura Wontorra für Drei gegen Einen (RTL) und Grill den Henssler (Vox)
Sonja Zietlow für Die Verräter – Vertraue Niemandem! (RTL)

### Beste Regie Unterhaltung
Mark Achterberg für Let’s Dance (RTL)
Andrea Achterberg für Frag doch mal die Maus (ARD/WDR)
J. Patrick Arbeiter für Lass dich überwachen! (ZDF)

### Bestes Buch Unterhaltung
Raphael Selter, Henriette Buss, Schlecky Silberstein und Jan Krebs für Browser Ballett: Brüste des Terrors, Mein bester Freund wählt AfD und Der KI-Kollege (ZDFneo)
Torsten Sträter für Sträter (ARD/WDR)
Dietrich Krauß, Max Uthoff und Claus von Wagner für Die Anstalt: Nahost-Konflikt, Moral und der Weihnachtsmann (ZDF)

### Beste Ausstattung Unterhaltung
Bode Brodmüller (Set-Design) und Adriano Ciarrettino (Requisite) für Die Teddy Teclebrhan Show (Prime Video)
Michael König (Set-Design) für Lass dich überwachen! (ZDF)
Florian Wieder, Per Arne Janssen (Set-Design) und Paola von Griesheim (Requisite) für Let’s Dance (RTL)

## Preisträger und Nominierungen: Information

### Beste Information
Maischberger (ARD/WDR)
Hart aber fair (ARD/WDR)
heute journal vom 9. November 2023 (ZDF)

### Bestes Infotainment
Tracks East: Inside Russia – Alltag in Putins Reich mit Masha Borzunova (Arte/ZDF)
Die 100 – was Deutschland bewegt (ARD/NDR/WDR)
MaiThink X – Die Show: Wie populistische Politiker uns verarschen (ZDFneo)

### Beste Dokumentation/Reportage

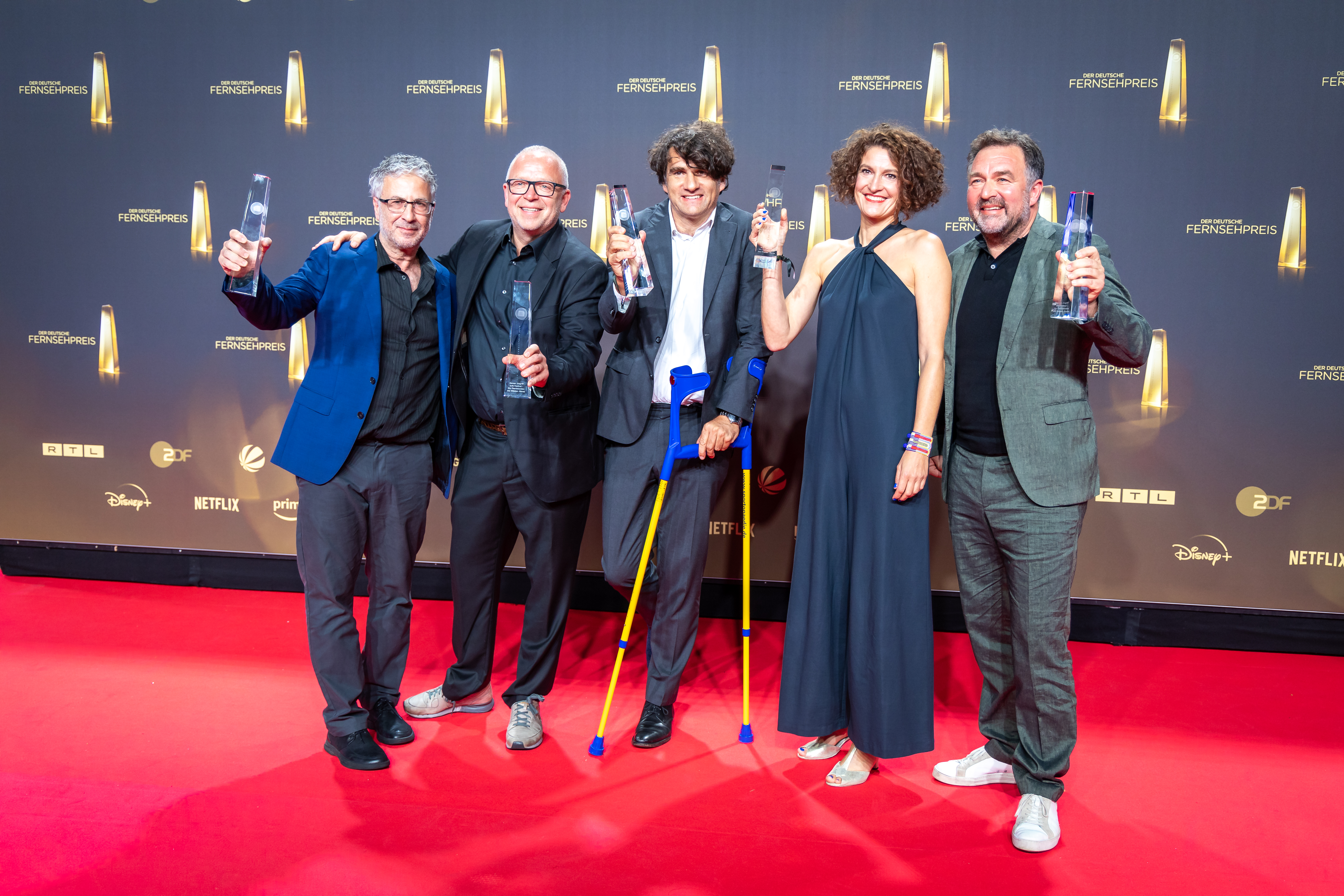
Team Hamas-Angriff aufs Festival

Hamas-Angriff aufs Festival – Die Überlebenden des Wüsten-Raves (Arte/ZDF)
Gekaufte Politik? Europa in der Korruptionskrise (Arte/ZDF)
Das letzte Tabu (Prime Video/ZDF)
Putins Bären (ARD/Funk/SWR)
Uncovered: Sucht aus der Pillen-Packung. Die weltweite Opioid-Krise (ProSieben)

### Beste Doku-Serie
Einzeltäter (ZDF)
frontal: White Angel – Das Ende von Marinka (ZDF)
ZDFzeit: Putins Krieger (ZDF)

### Beste Moderation/Einzelleistung Information

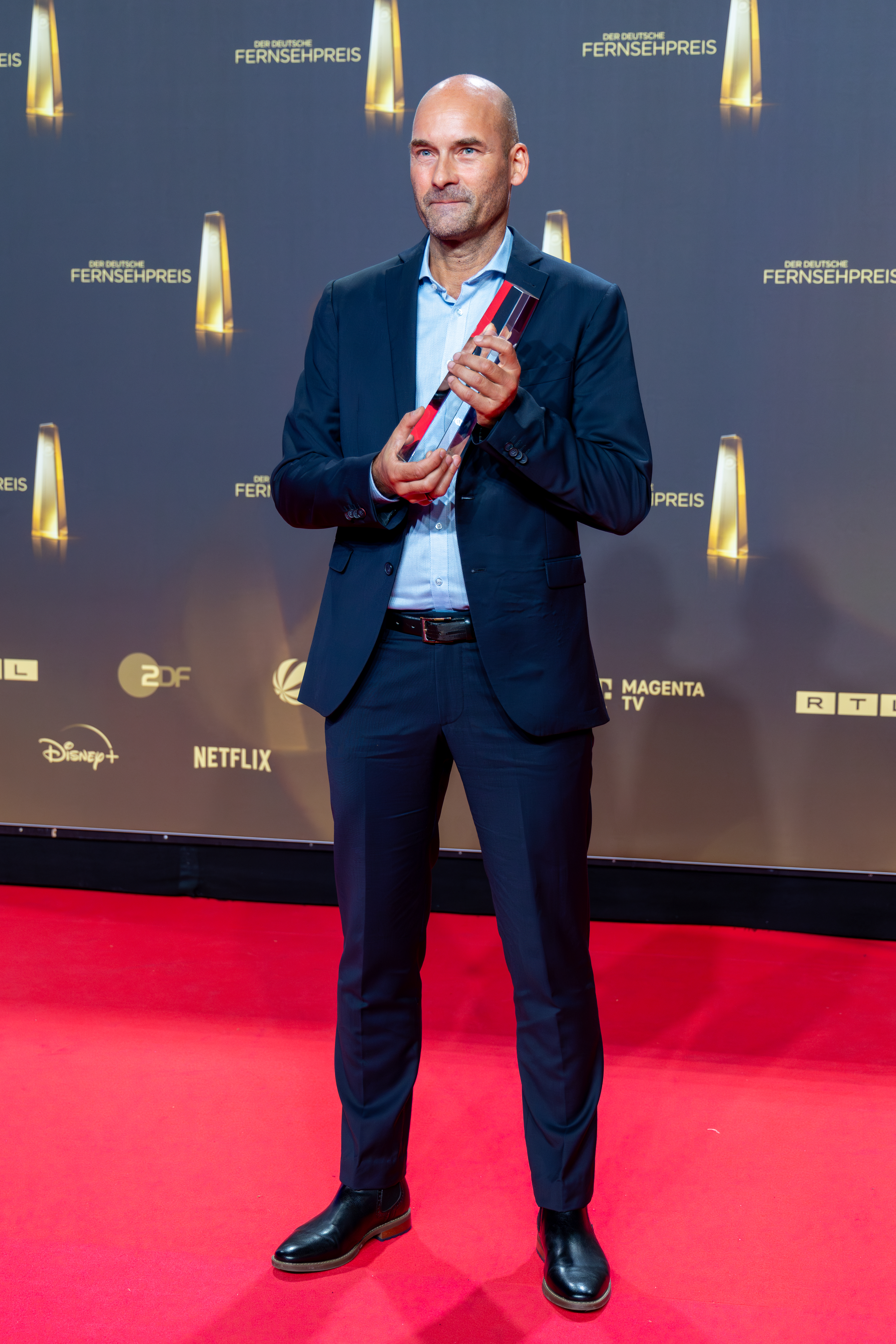
Steffen Schwarzkopf

Steffen Schwarzkopf für In der Gewalt der Hamas – Das Geiseldrama von Gaza und WELT TV Spezial: 2 Jahre Ukraine-Krieg – live aus Kiew (Welt)
Ina Ruck für Berichterstattung aus Russland (ARD/WDR)
Esther Sedlaczek für Sportschau UEFA EURO 2024 (ARD/WDR)

### Beste Kamera Information/Dokumentation
Luise Schröder und Julian Vogel für Einzeltäter (ZDF)
Peter Thompson, Anton Elchaninov und Florian Ledoux für Terra X: Die Arktis – 66,5 Grad Nord (Arte/ZDF)
Nikolai von Graevenitz und Antonia Lange für Wachtendonk (RTL+)

### Beste Montage Information/Dokumentation
Annette Muff für Capital B – Wem gehört Berlin? (Arte/RBB/WDR)
Janine Dauterich und Chris Wright für Der Fall Jens Söring: Tödliche Leidenschaft (Netflix)
Kim Frank für ECHT – Unsere Jugend (ARD/SWR/ARD Kultur/MDR/NDR/RBB/BR/Radio Bremen)

## Preisträger und Nominierungen: Sport

### Beste Sportsendung
FIBA Basketball-WM 2023 (MagentaTV)
Handball-EM 2024 (ARD/ZDF/NDR)
Sportstudio live – UEFA EURO 2024 (ZDF)

## Weitere Preisträger
Die folgenden Preise sind von den Stiftern des Deutschen Fernsehpreises gesetzte Preise und werden ohne vorherige Nominierung verliehen. Zu den Stiftern gehören Tom Buhrow, Intendant des WDR, Norbert Himmler, Intendant des ZDF sowie Arnim Butzen, stellvertretender TV-Chef der Telekom Deutschland. Neu hinzugekommen sind Inga Leschek, Programmgeschäftsführerin von RTL und Henrik Pabst, Geschäftsführer der Seven.One Entertainment Group.

### Ehrenpreis der Stifter
Mit dem Ehrenpreis der Stifter ehren die Stifter des Deutschen Fernsehpreises eine Person für ihre Verdienste in Film und Fernsehen. Der Preis wurde 2024 Mario Adorf zuerkannt. Der Preisträger wurde vor der Verleihung am 23. September 2024 bekannt gegeben.

### Förder-/Nachwuchspreis
Der Förderpreis für den Nachwuchs ist mit 15.000 Euro dotiert und ging an Sophie von der Tann für ihre Berichterstattung über den Israel-Gaza-Krieg.